# Georgette Heyer
Vous lisez un « bon article » labellisé en 2008.
Pour les articles homonymes, voir Heyer.
Georgette Heyer (née le 16 août 1902, morte le 4 juillet 1974) est une romancière anglaise de romances historiques, de romans policiers et de romans historiques.
Sa carrière de romancière débute en 1921 lorsqu'elle imagine une histoire pour son jeune frère, dans le roman The Black Moth. En 1925, elle épouse George Ronald Rougier, un ingénieur des mines. Le couple vit plusieurs années au Tanganyika et en Macédoine avant de retourner en Angleterre en 1929. Après que son roman Ce merveilleux passé remporte un succès malgré sa parution durant la grève générale de 1926, elle estime que la publicité n'est pas si nécessaire. Jusqu'à la fin de sa vie, elle refuse d'accorder des interviews, confiant à un ami : « Ma vie privée ne regarde personne d'autre que moi et ma famille »,.
Georgette Heyer crée un nouveau genre de la romance : la romance historique et particulièrement son sous-genre « Régence ». Elle s'inspire de l'œuvre de Jane Austen et se documente sur cette période pour que ses lecteurs puissent visualiser les scènes et l'époque. Pour s'assurer de l'exactitude des détails contenus dans ses romans, elle consulte tous les travaux de référence et conserve toutes les informations précises sur les aspects de la vie sous la Régence. Tandis que des critiques littéraires trouvent que ses romans comportent trop d'éléments inutiles, d'autres considèrent que le souci du détail est la principale qualité d'Heyer. Sa nature méticuleuse se retrouve également dans ses romans historiques ; elle recrée l'arrivée de Guillaume le Conquérant en Angleterre pour son roman The Conqueror (1931).
Au début de 1932, Heyer rédige un roman d'amour et un roman policier chaque année. Son succès lui attire parfois des soucis avec les inspecteurs du fisc ainsi qu'avec les plagiaires. Heyer choisit de ne pas poursuivre devant les tribunaux les voleurs présumés mais essaie de multiples méthodes pour minimiser son taux d'imposition. Forcée de mettre de côté les travaux qu'elle appelle son œuvre maîtresse (une trilogie couvrant la maison de Lancastre) pour écrire des romans au succès commercial plus assuré, Heyer fonde finalement une société à responsabilité limitée afin d'administrer les droits de ses œuvres. Elle est accusée à plusieurs reprises de prélever un très large salaire pour elle-même et en 1966 elle vend la société et les droits de 17 romans à l'entreprise Booker-McConnell. Heyer continue d'écrire jusqu'à sa mort en juillet 1974 alors que 48 de ses romans sont encore régulièrement imprimés. Son dernier livre My Lord John (1975) paraît à titre posthume.

## Biographie

### Enfance

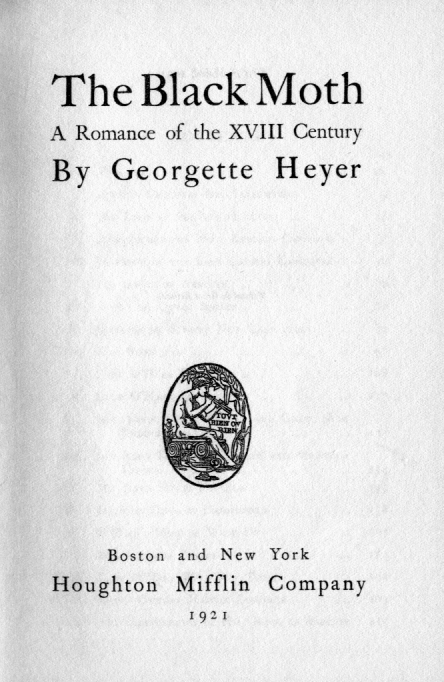
The Black Moth, le premier roman de Georgette Heyer

Georgette Heyer est née à Wimbledon, Londres en 1902. Son prénom vient de son père George Heyer. Sa mère, Sylvia Watkins, a étudié le piano et le violoncelle et est l'un des 3 meilleurs étudiants de sa classe au Royal College of Music. Le grand-père paternel de Heyer avait émigré de Russie, tandis que ses grands-parents maternels étaient propriétaires de remorqueurs sur la Tamise. Helder est l'aînée des 3 enfants, ses frères Georges Boris (connu sous le nom de Boris) et Frank sont ses cadets de, respectivement, de 4 et 9 ans. Pendant une partie de son enfance, sa famille vit à Paris, puis retourne en Angleterre peu de temps après le début de la Première Guerre mondiale en 1914. Bien que le nom de famille se prononce comme le mot « ailleurs », les évènements de la guerre poussent son père à utiliser la prononciation « air » pour qu'ils ne puissent pas être pris par erreur pour des Allemands. Pendant la guerre, son père sert comme officier d'intendance dans l'armée britannique en France. À la fin des hostilités, il est nommé membre de l'Ordre de l'Empire britannique. Il quitte l'armée en 1920 avec le grade de capitaine, puis il enseigne au King's College de Londres et écrit quelques fois pour la revue littéraire Granta,.
George Heyer encourage ses enfants à lire et ne leur interdit aucun livre. Georgette Heyer lit énormément et rencontre souvent ses amies Joanna Cannan et Carola Oman pour en discuter. À 17 ans, elle commence à écrire une histoire à suivre afin de distraire son frère Boris qui souffre d'une forme d'hémophilie et est souvent alité. Son père apprécie beaucoup cette histoire et lui demande de la préparer en vue de sa publication. Son agent trouve un éditeur pour le manuscrit et The Black Moth paraît en 1921,. Selon la biographe de Heyer, Jane Aiken Hodge, le roman contient déjà les éléments qui deviendront des standards de ses livres : « le mariage en danger, l'épouse extravagante et le groupe de jeunes hommes divertissants et oisifs »,. L'année suivante, sa nouvelle contemporaine A Proposal to Cicely est publiée dans Happy Magazine.

### Mariage
Lors de vacances avec sa famille en décembre 1920, elle rencontre George Ronald Rougier qui est de deux ans son aîné. Ils sortent régulièrement ensemble pour danser, alors que Rougier fait ses études à la Royal School of Mines afin de devenir ingénieur des mines. Au printemps 1925, alors que son cinquième roman vient de sortir, elle se fiance avec lui. Un mois plus tard, George Heyer meurt brusquement d'une crise cardiaque. Il ne laisse pas de pension et elle doit assumer la responsabilité financière de ses frères âgés de 19 et 14 ans. Deux mois après le décès de son père, elle épouse George Rougier lors d'une cérémonie très simple.
En octobre 1925, Rougier est envoyé pour son travail dans les montagnes du Caucase,, tandis que Heyer reste en Angleterre et continue d'écrire. En 1926, elle écrit Ce merveilleux passé, dans lequel le Duc d'Avon courtise sa propre pupille. Contrairement à son premier roman, Ce merveilleux passé se concentre davantage sur les relations entre les personnages plutôt que sur l'aventure. Le roman paraît au beau milieu de la grève générale de 1926, ce qui fait qu'il ne bénéficie d'aucune promotion dans les journaux, ni d'aucune chronique ou publicité. Néanmoins, le livre se vend à 190 000 exemplaires. Comme l'absence de publicité n'a pas affecté les ventes du roman, Heyer prend la décision de ne plus faire la promotion de ses livres, décision à laquelle elle se tiendra alors même que, régulièrement, ses éditeurs lui demandent d'accorder des interviews. Elle déclare à l'un de ses amis qu'« être photographiée « Au Travail » ou « Dans mon Jardin à l'Ancienne », c'est le type même de publicité que je trouve répugnante et complètement inutile »,.
Rougier revient en Angleterre à l'été 1926, mais quelques mois plus tard, il doit repartir dans l'est de l'Afrique, au Tanganyika. Heyer le rejoint l'année suivante. Ils vivent en pleine brousse dans une hutte faite d'herbe à éléphant. Heyer est la première femme blanche que ses domestiques aient jamais vue. Au Tanganyika, elle écrit The Masqueraders, qui se passe en 1745. Le roman raconte les aventures romantiques d'un frère et d'une sœur qui se travestissent en portant chacun des vêtements du sexe opposé pour échapper à la répression contre les jacobites. Bien qu'Heyer n'ait pas accès à tous ses documents de référence, le livre ne contient qu'un seul anachronisme : elle a daté l'ouverture du gentlemen's club londonien, the White's, un an trop tôt. Elle écrit également un compte-rendu de ses aventures, intitulé The Horned Beast of Africa publié en 1929 dans le journal The Sphere.
En 1928, Heyer suit son mari en Macédoine et frôle la mort lorsqu'un dentiste se trompe en lui administrant un anesthésique. Elle insiste après de son mari pour qu'ils retournent en Angleterre avant de fonder une famille. L'année suivante, Rougier quitte son emploi, faisant de Heyer le principal soutien de famille,. Après une série d'échecs dans des sociétés gazières et d'éclairage, Rougier achète un commerce d'articles de sport à Horsham avec l'héritage que leur ont légué les tantes de Heyer. Boris Heyer habitant à proximité de la boutique, il vient régulièrement aider Rougier, tandis que Heyer continue de fournir l'essentiel des revenus de la famille grâce à ses écrits.

### Romans Régence

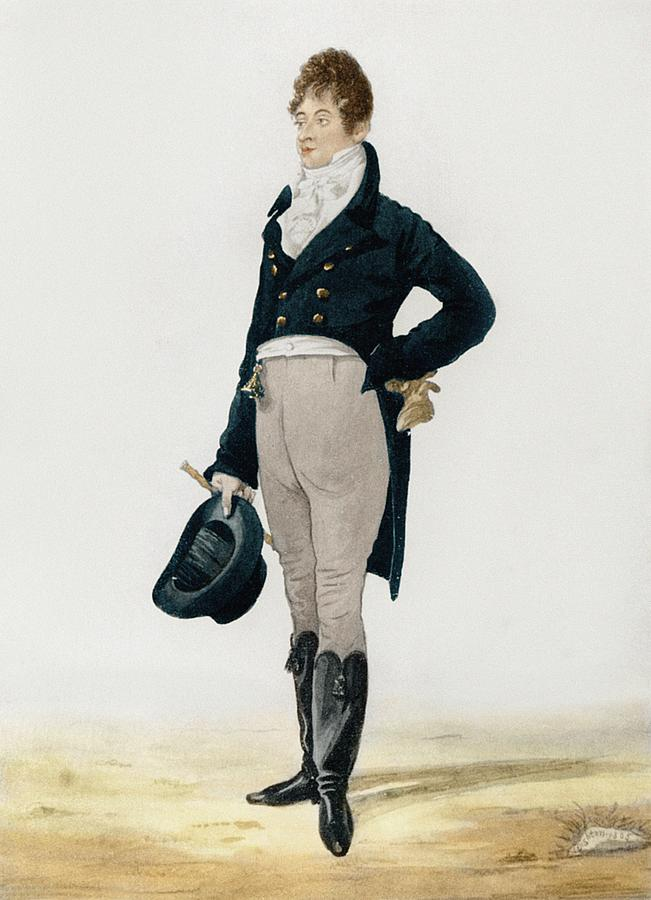
Beau Brummel, le dandy archétypal qui inspira Georgette Heyer, fait partie des personnages de Regency Buck

Les premières œuvres de Georgette Heyer sont des romans d'amour dont la plupart se déroulent avant 1800. En 1935, elle écrit Regency Buck, son premier roman dont l'action se situe durant la Régence anglaise. Ce roman devient un best-seller et inaugure la formule d'un nouveau sous-genre littéraire : le romance « Régence ». Ses personnages font preuve d'une sensibilité moderne qui paraît anachronique pour l'époque et le milieu où se situe l'action. Les romans se déroulent presque entièrement dans le monde huppé de la haute société britannique et mentionnent très occasionnellement la pauvreté, la religion ou la politique.

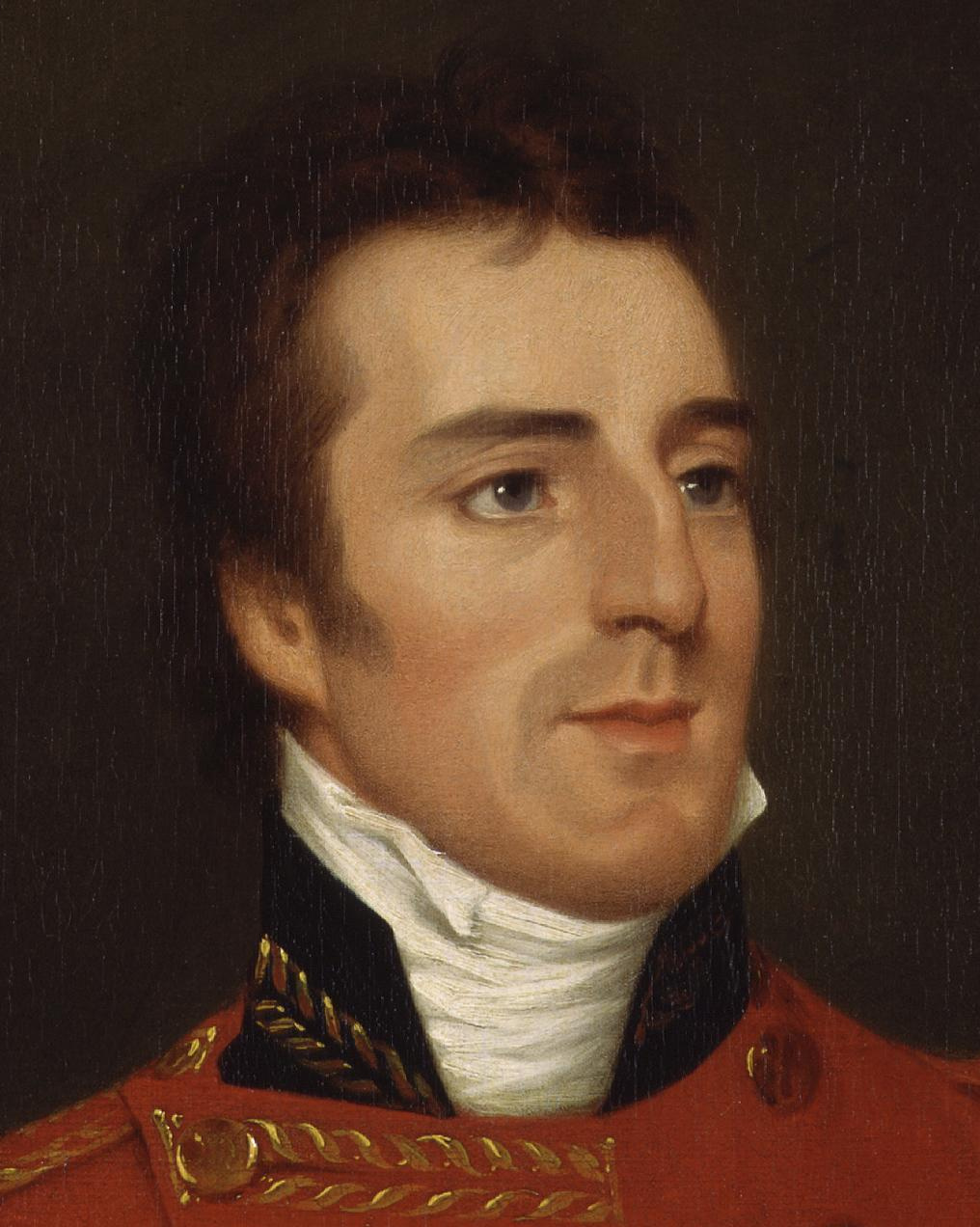
Heyer a affirmé que chaque mot énoncé par le Duc de Wellington dans son roman An Infamous Army a vraiment été écrit ou prononcé par lui.

Bien que la Régence anglaise s'étende de 1811 à 1820, les romans de Heyer se situent entre 1752 et 1825. Comme le remarque la critique littéraire Kay Mussell, l'intrigue s'articule autour « d'un rituel social structuré : le marché matrimonial, représenté par la Saison londonienne où chacun risque l'ostracisme s'il ne se conduit pas correctement »,. Ses romans « Régence » sont inspirés par les écrits de Jane Austen, dont les récits se situent à la même époque. Toutefois, les œuvres d'Austen sont des romans contemporains, dans le sens où ils dépeignent l'époque dans laquelle elle vivait. Selon Pamela Regis (A Natural History of Romance Novel), comme les récits de Heyer racontent des événements qui se sont passés une centaine d'années plus tôt, elle doit fournir beaucoup plus de détails sur l'époque pour que ses lecteurs puissent la comprendre et se la représenter. Alors qu'Austen peut ignorer la « minutie des robes et des décors »,, Heyer incorpore ces détails « pour donner à ses romans la couleur de l'époque »,. Plus tard, des critiques littéraires comme Lillian Robinson reprochent à Heyer sa « passion pour le détail spécifique qui n'apporte rien », et Marghanita Laski fait remarquer que « ces aspects sur lesquels Heyer est si dépendante pour la création de l'atmosphère du roman, sont justement ceux auxquels Austen ... se réfère uniquement lorsqu'elle veut montrer qu'un personnage est vulgaire ou ridicule »,. D'autres, comme A. S. Byatt, pensent que « sa perception de cette atmosphère, (...) est son plus grand atout »,.
Déterminée à être aussi exacte que possible dans ses romans, Heyer rassemble des sources, des travaux de références et toute la documentation dont elle peut avoir besoin lors de la phase d'écriture. Au moment de sa mort, elle possède environ 1 000 ouvrages de référence historique, tels que le Debrett's et un dictionnaire de la Chambre des lords datant de 1808. De plus, elle conserve des travaux d'histoire sur le Moyen Âge et le XVIIIe siècle ; sa bibliothèque contient notamment des livres sur l'histoire des tabatières, des poteaux de signalisation ou du costume. Elle découpe souvent des illustrations dans des revues et prend des notes sur le vocabulaire ou les événements de l'époque, mais elle oublie souvent de noter où elle a trouvé telle ou telle information,. Ses notes sont classées par catégories, par exemple la beauté, les couleurs, les vêtements, les chapeaux, les ménages, les prix et les magasins et elle relève même des détails tels que le prix des bougies à une certaine date,. D'autres carnets contiennent des listes d'expressions propres à « l'alimentation et la vaisselle », « les gestes d'affection » et « les formes d'adresse ». Lorsqu'un de ses éditeurs, Max Reinhardt, tente de faire des suggestions pour la rédaction des dialogues entre les personnages de l'un des romans, il s'entend dire par un membre de son personnel que personne en Angleterre ne connaît mieux le langage de la Régence que Georgette Heyer.
Toujours dans l'objectif d'être aussi exacte que possible, Heyer achète un jour une lettre écrite par le Duc de Wellington, ce qui lui permet d'imiter précisément son style. Elle affirme que tous les mots qu'elle attribue à Wellington dans son roman An Infamous Army ont réellement été prononcés ou écrits par lui. Sa connaissance de la période est si étendue que Heyer donne rarement de dates dans les romans, se contentant de mentionner au passage des événements mineurs ou majeurs de l'époque.

### Romans policiers

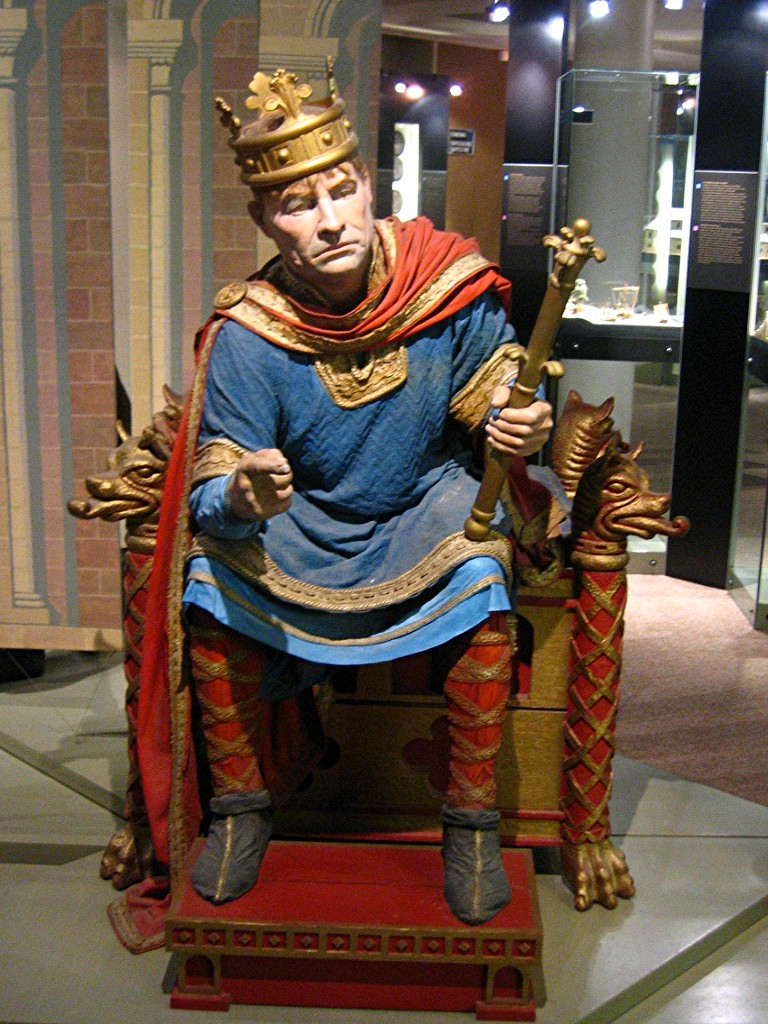
Guillaume le Conquérant figure dans le premier roman historique de Georgette Heyer

En 1931, Heyer publie The Conqueror, son premier roman historique qui donne un compte-rendu fictif d'évènements historiques. Elle se documente sur la vie de Guillaume le Conquérant, allant jusqu'à emprunter la même route qu'il a prise lors de sa conquête de l'Angleterre. L'année suivante, l'écriture d'Heyer prend un tournant plus drastique lorsqu'elle écrit un roman policier, Footsteps in the Dark. La sortie de ce livre coïncide avec la naissance de son unique enfant Richard George Rougier, qu'elle surnomme son : « œuvre la plus remarquable (et même sans égale) »,. Plus tard, Heyer demande à ses éditeurs de ne plus réimprimer Footsteps in the Dark.
Les années suivantes, Heyer publie une romance et un thriller chaque année. Les romances sont beaucoup plus populaires : ils se vendent généralement autour de 115 000 exemplaires, tandis que ses romans policiers s'écoulent autour de 16 000 exemplaires. D'après son fils, Heyer « considère l'écriture de romans policiers de la même façon que nous nous attaquons à des mots croisés - une diversion intellectuelle avant de faire face aux tâches de notre vie »,. 
Son mari est impliqué dans un certain nombre de ses écrits. Il lit régulièrement les brouillons de ses romans historiques pour repérer les erreurs ou les coquilles qu'elle a peut-être laissé échapper et lui sert de collaborateur pour ses romans policiers. Il fournit les intrigues des histoires policières, en décrivant les actions des personnages « A » et « B ». Ensuite, Heyer crée les personnages, leurs relations entre eux et développe l'histoire. Elle trouve parfois difficile de compter sur quelqu'un d'autre pour ses intrigues ; quelques-fois, avant d'écrire le dernier chapitre d'un livre, elle est obligée de demander à Rougier de lui expliquer une fois de plus de quelle façon le meurtre a été réellement commis.
Ses histoires policières, qui sont, selon le critique Earl F. Bargainnier, « spécialisées dans les crimes commis dans la haute société », sont connues pour mélanger de la comédie, du mélodrame et de la romance. La comédie découle non pas de l'action, mais de la personnalité et des dialogues des personnages. Dans la plupart de ses romans, tout se déroule à l'époque où ils ont été écrits, l'accent est mis principalement sur les héros, avec un moindre rôle pour l'héroïne. Les premiers romans mettent en vedette des héros athlétiques ; toutefois lorsque Rougier poursuit enfin son rêve de devenir avocat, les histoires commencent à mettre en scène des héros avocats ou des avoués.
À partir de 1935, Heyer utilisent deux nouveaux personnages pour ses romans policiers : le commissaire de police Hannassyde et le sergent Hemingway. Ils ne rencontrent pas le même succès populaire que les autres détectives de fiction contemporaine britannique que sont Hercule Poirot de Agatha Christie ou Lord Peter Wimsey de Dorothy L. Sayers. En 1937, l'un de ses romans, Un rayon de lune sur le pilori, est adapté sous forme de pièce de théâtre à New York sous le titre Merely Murder. La pièce est axée sur la comédie plutôt que sur le mystère, faute de succès, elle s'arrête au bout de trois jours.
Selon la critique littéraire Nancy Wingate, les romans policiers de Heyer, dont le dernier est publié en 1953, utilisent fréquemment des méthodes, des motifs et des personnages originaux. Les histoires se passent à Londres, dans un petit village ou lors d'une partie de campagne. Le critique Erik Routley relève de nombreux personnages stéréotypés, comme le policier inculte, une danseuse exotique espagnole et un pasteur provincial doté d'une épouse névrosée. Dans l'un de ses romans, les personnages font leur apparition dans l'ordre alphabétique de leurs noms de famille. Pour Wingate, les histoires policières de Heyer, comme beaucoup d'autres à la même époque, traduisent un snobisme avéré envers les étrangers et les classes inférieures. Ses hommes issus de la classe moyenne sont souvent vulgaires et stupides, tandis que les femmes sont soit incroyablement terre à terre, soit font preuve d'un manque total de jugement. Cependant, malgré ces stéréotypes, Routley soutient que Heyer « possède un don tout à fait remarquable pour reproduire les discussions cassantes et ironiques des anglaises de la classe moyenne supérieure (avant 1940) »,. Wingate ajoute que les romans de Heyer sont connus « leur esprit, leur humour ainsi que leurs intrigues bien tournées »,.

### Problèmes financiers
En 1939, Rougier est admis au Barreau et la famille déménage dans un premier temps à Brighton, puis à Hove, de sorte que Rougier puisse facilement se rendre à Londres. L'année suivante, ils inscrivent leur enfant dans une école préparatoire, occasionnant une dépense supplémentaire pour Heyer. Pendant la Deuxième Guerre mondiale, ses frères servent dans les Forces armées britanniques, atténuant ainsi l'une de ses préoccupations financières. Son mari sert dans la « British Home Guard ». Comme il démarre une nouvelle carrière, il ne gagne plus autant d'argent qu'avant et le rationnement du papier durant la guerre entraîne une baisse des ventes des livres de Heyer. Pour faire face à leurs dépenses, elle vend les droits du Commonwealth de Ce merveilleux passé, Devil's Cub et Regency Buck à son éditeur Heinemann pour 750 livres. Un contact de la maison d'édition, son ami proche A.S. Frere, lui propose plus tard de lui restituer les droits de ces romans pour le même montant. Cependant, Heyer refuse cette transaction, en expliquant qu'elle a donné sa parole pour transférer les droits.
Lors d'un déjeuner avec un représentant de Hodder & Stoughton, qui publie ses histoires policières, Heyer a l'impression que son hôte la traite avec condescendance. La société dispose d'une option sur son prochain livre. Pour les convaincre de rompre son contrat, elle écrit Penhallow, que le Book Review Digest de 1944 décrit comme étant une « histoire de meurtre mais pas une histoire à suspense »,. Hodder & Stoughton rejettent le livre, mettant ainsi fin à leur association avec Heyer. Heinemann décide de le publier à leur place. Son éditeur aux États-Unis, Doubleday, n'aime pas non plus ce roman et met fin à leur contrat après cette publication.
Les bombardements du Blitz en 1940-41 perturbent les transports en train en Grande-Bretagne, incitant Heyer et sa famille à emménager à Londres en 1942 afin de rapprocher Rougier de son travail. Pour gagner plus d'argent, Heyer rédige des critiques de livres pour Heinemann. Chacune d'elles lui rapporte deux guinées. Elle accepte également que ses romans paraissent en avant-première sous forme de feuilleton dans Women's Journal. Les ventes du magazine en bénéficient, puisque très souvent les numéros concernés sont épuisés, néanmoins elle se plaint que le public « préfère toujours mes pires travaux »,.
Afin de minimiser ses obligations fiscales, Heyer fonde une société à responsabilité limitée nommée Heron Enterprises vers 1950. Les redevances des nouveaux titres sont versés à l'entreprise, qui lui fournit ensuite un salaire et paie les frais d'administration de sa famille. Elle continue de recevoir des redevances de ses précédents titres et les redevances de l'étranger - à l'exception de celles des États-Unis - sont versées à sa mère. Cependant, quelques années plus tard, un inspecteur des impôts constate que Heyer prélève trop d'argent de la société. L'inspecteur considère que les fonds supplémentaires sont des dividendes dissimulés, ce qui signifie qu'elle doit plus de 3 000 livres aux impôts. Pour payer cette facture fiscale, Heyer écrit deux articles, Books about the Brontës et How to be a Literary Writer, qui sont publiés dans le magazine Punch,. Elle s'en plaint à un ami : « Je suis tellement fatiguée d'écrire des livres au profit du Trésor et je ne peux pas vous dire tout ce que je ressens devant le gaspillage de mon argent pour des choses aussi stupides que l'éducation et la production d'une vie facile et luxueuse pour de soi-disant travailleurs »,.

Ces armoiries appartiennent à Jean de Lancastre, qui devait être l'un des protagonistes de l'œuvre maîtresse de Heyer.

En 1950, Heyer commence à travailler sur ce qu'elle appelle « l'œuvre maîtresse de mes dernières années », une trilogie médiévale destinée à couvrir l'histoire de la Maison de Lancastre de 1393 à 1435. Elle estime qu'elle a besoin de cinq ans pour achever les travaux. Ses lecteurs impatients réclament continuellement de nouveaux livres ; pour les satisfaire et payer ses arriérés d'impôts, Heyer s'interrompt pour reprendre l'écriture de romans « Régence ». Elle termine uniquement le premier volume de la série, My Lord John, qui paraît à titre posthume.
La société à responsabilité limitée continue de tracasser Heyer et en 1966, après que les inspecteurs des impôts découvrent qu'elle doit 20 000 £ à la société, elle décide de licencier ses comptables. Elle demande alors que les droits de son nouveau livre, The Black Sheep, lui soient attribués personnellement. Contrairement à ses autres romans, The Black Sheep ne porte pas sur les membres de l'aristocratie. Au lieu de cela, il suit « la classe moyenne aisée », avec pour thème dominant la finance.
Les nouveaux experts-comptables de Heyer l'incitent instamment à renoncer à Heron Enterprises ; deux ans plus tard, elle accepte finalement de vendre la société à Booker-McConnell, 	
qui détient déjà les droits de succession des romanciers Ian Fleming et Agatha Christie. Booker-McConnell lui verse près de 85 000 £ pour les droits de 17 romans appartenant à la société. Ce montant est imposé au taux d'impôt sur le transfert de propriété, plutôt qu'au taux d'impôt sur le revenu qui est beaucoup plus élevé.

### Plagiaires
Comme la popularité de Heyer augmente, d'autres auteurs commencent à imiter son style. Vers 1950, l'un de ses lecteurs lui notifie qu'un autre auteur écrit plusieurs romans dans un style similaire au sien. La romancière indélicate, en l'occurrence Barbara Cartland, va même jusqu'à réutiliser les noms et descriptions des personnages du roman Ce merveilleux passé (1926) pour son livre Le valet de cœur (1950). Heyer cite notamment l'exemple de Sir Montagu Revesby (de Friday's Child (1944)) devenu Sir Montagu Reversby dans le roman de Cartland, Séréna ou le hasard des cœurs (1947). Furieuse, elle envisage sérieusement le dépôt d'une plainte pour plagiat, mais la parution de nouveaux titres copiés cesse brusquement ce qui la conduit à y renoncer,. Toutefois, en 1974, Cartland sort un roman qui combine à nouveau des noms propres et des éléments d'intrigues de nombreux romans de Heyer. Ses avocats lui conseillent de ne pas porter plainte mais de transmettre la copie à la presse. Heyer refuse.
En 1961, un lecteur lui écrit pour lui faire part de similitudes découvertes dans un roman d'un autre auteur. Les romans empruntent des bouts d'intrigues, des personnages, des noms de famille ainsi que de nombreuses expressions d'argot utilisées sous la Régence anglaise. Après que ses fans l'accusent de « publier des éditions de mauvaise qualité sous un pseudonyme », Heyer écrit à l'autre éditeur pour se plaindre. Comme l'auteur nie les accusations, Heyer fait une liste exhaustive des emprunts et erreurs historiques présents dans les livres. Par exemple, l'auteur fait référence à un évènement historique que Heyer a inventé dans l'un de ses romans. Elle demande une nouvelle fois l'avis de ses avocats, mais choisit en définitive de ne pas entamer de poursuites.

## Dernières années
En 1959, Rougier devient un conseil de la Reine. L'année suivante, leur fils Richard tombe amoureux de Susanna Flint, l'ex-épouse d'un ami. Il l'aide à quitter son mari et le couple se marie après que le divorce est finalisé. Dans un premier temps, 
Heyer est choquée par cette situation mais elle se prend rapidement d'affection pour sa belle-fille, allant même jusqu'à la considérer comme « la fille que nous n'avons jamais eue et que nous pensions ne pas vouloir. »,. Richard et son épouse élèvent les deux fils du premier mariage de Suzanna et offrent à Heyer son unique petit-fils biologique en 1966.
L'âge venant, Heyer commence à souffrir plus fréquemment de problèmes de santé. En juin 1964, elle subit une intervention chirurgicale pour enlever un calcul rénal. Bien que les médecins aient initialement prévu six semaines de récupération, au bout de deux mois, ils l'informent qu'il faudra peut-être un an ou plus avant qu'elle se sente complètement rétablie. L'année suivante, à la suite d'une piqûre de moustique, elle souffre de septicémie et doit subir une greffe de peau. En juillet 1973, elle est victime d'un léger accident vasculaire cérébral et passe trois semaines dans une maison de repos. Lorsque son frère Boris décède quelques mois plus tard, Heyer est trop malade pour assister à ses obsèques. Elle souffre d'un autre accident vasculaire en février 1974. Trois mois plus tard, les médecins diagnostiquent un cancer du poumon, probablement causé par les 60 à 80 cigarettes fumées chaque jour (même si elle affirmait ne pas inhaler la fumée). Elle décède le 4 juillet 1974. Ses admirateurs entendent pour la première fois son nom de femme mariée lors de ses funérailles.

## Héritage

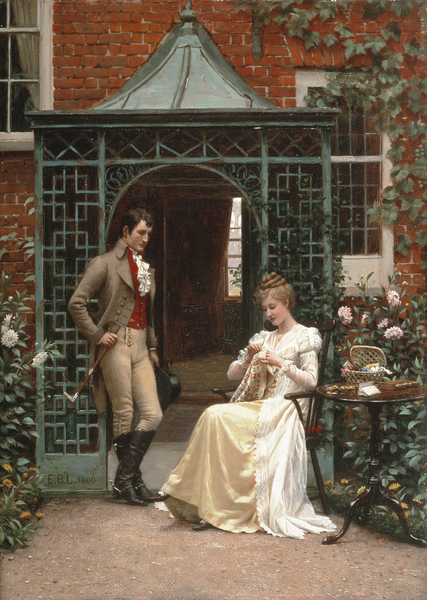
On the Threshold (of a Proposal) d'Edmund Blair Leighton dépeint une cour amoureuse durant la Régence anglaise, similaire à celles décrites dans les romances historiques de Heyer.

Outre ses succès au Royaume-Uni, Heyer est très populaire aux États-Unis et en l'Allemagne et réalise des ventes honorables en Tchécoslovaquie. Dans le Commonwealth, le premier tirage d'un de ses romans tourne autour de 65 000 à 75 000 exemplaires. Chacun de ses romans se vend en moyenne à plus de 100 000 exemplaires en grand format chaque année et à 500 000 en livre de poche. Au moment de sa mort, 48 de ses livres sont encore régulièrement réédités, dont son premier roman, The Black Moth.
Ses livres sont très populaires au cours de la Grande Dépression et de la Deuxième Guerre mondiale. Ses romans, que la journaliste Lesley McDowell décrit comme contenant de « la bravoure, des séduisants jeunes hommes et des demoiselles en péril », permettent à ses lecteurs d'échapper pendant un court moment aux éléments difficiles et prosaïques de leurs vies. Dans une lettre décrivant son roman Friday's Child, Heyer laisse ce commentaire : « Moi-même, je pense que je devrais être fusillée pour écrire de telles inepties ... Mais c'est incontestablement de la bonne littérature d'évasion et je pense que je devrais pouvoir l'apprécier si j'étais assise dans un abri antiaérien ou si j'étais en train de me remettre de la grippe »,.
Heyer a essentiellement inventé la romance historique et le sous-genre « Régence ». Lorsque ses romans sont pour la première fois publiés en livre de poche aux États-Unis en 1966, ils sont présentés comme étant « dans la tradition de Jane Austen »,. Comme d'autres romanciers ont commencé à imiter son style et continuent de rédiger des romans « Régence », leurs œuvres sont désormais désignées comme étant dans la lignée « de la tradition romantique de Georgette Heyer »,. Selon Kay Mussell, « pratiquement tous les écrivains de romans d'amour « Régence » convoitent cet honneur »,.
En dépit de son succès et de sa popularité, Heyer est ignorée par la critique. Même si aucun de ses romans n'a jamais fait l'objet d'un article dans un journal « sérieux », selon Duff Hart-Davis, « l'absence d'articles ne l'a jamais inquiétée. Ce qui l'importait, c'était que ses histoires se vendent en nombre toujours croissant. »,. Heyer est également négligée par l'Encyclopédie Britannica.  L'édition de 1974, parue peu de temps après son décès, propose parmi les nouvelles entrées, les écrivains populaires Agatha Christie et Dorothy Sayers, mais ne mentionne pas Heyer.

## Œuvre

### Romans historiques
- (en) The Great Roxhythe, 1923Inédit en France
- (en) Simon the Coldheart, 1925Inédit en France
- (en) Beauvallet, 1929Inédit en France
- (en) The Conqueror, 1931Inédit en France
- (en) Royal Escape, 1938Inédit en France
- (en) My Lord John, 1975Inédit en France

### Romans d'amour
- (en) The Black Moth, 1921Inédit en France
- (en) Instead of the Thorn, 1923Inédit en France
- L'Éventail et l'Épée, Milady, 2015 ((en) Powder and Patch, 1923)Première édition française en 2008 par les éditions Harlequin dans la collection Les Historiques
- (en) The Masqueraders, 1928Inédit en France
- (en) Helen, 1928Inédit en France
- (en) Pastel, 1929Inédit en France
- (en) Barren Corn, 1930Inédit en France
- Un mariage de convenance, Milady, 2015 ((en) The Convenient Marriage, 1934)Première édition française en 1981 par les éditions Trévise, puis réédition en 2008 sous le titre La demande en mariage par les éditions Harlequin dans la collection Les Historiques
- (en) Regency Buck, 1935Inédit en France
- L'Ingénue effrontée, Harlequin, 2008 ((en) The Talisman Ring, 1936)
- (en) The Spanish Bride, 1940Inédit en France
- Scandale à Londres, Harlequin, 2008 ((en) The Corinthian, 1940)
- Le cœur est maître, Tallandier, 1956 ((en) Faro's Daughter, 1941)
- (en) Friday's Child, 1944Inédit en France
- La Veuve récalcitrante, Éditions Begh, 1947 ((en) The Reluctant Widow, 1946)
- L'Enfant trouvée ((en) The Foundling, 1948)
- Arabella et le Libertin, Harlequin, 2008 ((en) Arabella, 1949)
- Adorable Sophie, Milady, 2012 ((en) The Grand Sophy, 1950)
- (en) The Quiet Gentleman, 1951Inédit en France
- Cotillon, Milady, 2013 ((en) Cotillion, 1953)
- (en) The Toll-Gate, 1954Inédit en France
- Cœur indécis, Milady, 2014 ((en) Bath Tangle, 1955)Première édition française en 1981 par les éditions Trévise sous le titre Quadrille de l'amour
- (en) Sprig Muslin, 1956Inédit en France
- (en) April Lady, 1957Inédit en France
- (en) Sylvester, or the Wicked Uncle, 1957Inédit en France
- Venetia, Trévise, 1982 ((en) Venetia)
- (en) The Unknown Ajax, 1959Inédit en France
- (en) A Civil Contract, 1961Inédit en France
- Passion au manoir, Harlequin, 2008 ((en) The Nonesuch, 1962)
- Les Fourberies de l'amour, Milady, 2014 ((en) False Colours, 1963)Première édition française en 1980 par les éditions Trévise sous le titre Pour l'amour de Cressy
- (en) Frederica, 1965Inédit en France
- (en) The Black Sheep, 1966Inédit en France
- (en) Cousin Kate, 1968Inédit en France
- (en) Charity Girl, 1970Inédit en France
- (en) Lady of Quality, 1972Inédit en France

#### Série Alastair Trilogy
- Ce merveilleux passé, Milady, 2015 ((en) These Old Shades, 1926)Première édition française en 1982 par les éditions Trévise
- (en) Devil's Cub, 1932Inédit en France
- (en) An Infamous Army, 1937Inédit en France

### Romans policiers
- (en) Footsteps in the Dark, 1932Inédit en France
- Pourquoi tuer un maître d'hôtel ?, Librairie des Champs-Élysées, Le Masque no 297, 19997 ((en) Why Shoot a Butler?, 1933)Première édition française en 1940
- La Mort donne le la, Le Livre de poche, 1999 ((en) The Unfinished Clue, 1934)Première édition française en 1991 par les éditions Fayard
- Qui a tué le père ?, Fayard, 1994 ((en) Penhallow, 1942)

#### Série Inspector Hannasyde
- Un rayon de lune sur le pilori, Le Livre de poche, 2002 ((en) Death in the Stocks, 1935)Première édition française en 1990 par les éditions Fayard
- Tiens, voilà du poison, Le Livre de poche, 1997 ((en) Behold, Here's Poison, 1936)Première édition française en 1955 sous le titre Poison !, par la Librairie des Champs-Élysées, dans la collection Le Masque no 499, puis nouvelle traduction sous le titre Tiens, voilà du poison en 1991 par les éditions Fayard
- Meurtre d'anniversaire, Le Livre de poche, 1999 ((en) They Found Him Dead, 1937)Première édition française en 1989 par les éditions Fayard
- (en) A Blunt Instrument, 1938Inédit en France

#### Série Inspector Hemingway
- Pas l'ombre d'un doute, Le Livre de poche, 2000 ((en) No Wind of Blame, 1939)Première édition française en 1992 par les éditions Fayard
- Noël tragique à Lexham Manor, Librairie des Champs-Élysées, Le Masque no 484, 1984 ((en) Envious Casca, 1941)
- Mort sans atout, Le Livre de poche, 1999 ((en) Duplicate Death, 1951)Première édition française en 1992 par les éditions Fayard
- Pékinois, policiers et polars, Le Livre de poche, 2002 ((en) Detection Unlimited, 1953)Première édition française en 1956 sous le titre Enquête difficile, par la Librairie des Champs-Élysées, dans la collection Le Masque no 534